# Frankfurterskolen
 Der er for få eller ingen kildehenvisninger i denne artikel, hvilket er et problem. Du kan hjælpe ved at angive troværdige kilder til de påstande, som fremføres i artiklen.

Frankfurterskolen er betegnelsen for en original retning inden for nymarxistisk kultur-, sociologi- og samfundsteori i det 20. århundrede. Centralt i Frankfurterskolen står begrebet om kritisk teori. Gruppens navn kommer af, at den opstod ved universitetet i Frankfurt am Main, da Max Horkheimer i 1931 blev udnævnt til leder af "Institut für Sozialforschung".
Frankfurterskolen samlede nogle af de marxistiske dissidenter, der følte at den politiske marxisme som den praktiseredes i f.eks. KPD fortolkede Marx' tanker for snæversynet. De ville forsøge at applicere Marx på de tendenser og udviklinger han aldrig selv havde kunnet opleve.
I den mest produktive fase, i 1930'erne og 1940'erne, udgjorde Frankfurterskolen en enestående kreds af samfundskritikere: foruden Max Horkheimer, kredsens ledende ideolog og samlingspunkt, bestod den af Theodor W. Adorno (filosofi, sociologi, æstetik), Herbert Marcuse (filosofi), Leo Löwenthal (litteratursociologi), Walter Benjamin (litteraturteori), Erich Fromm (psykoanalyse), Friedrich Pollock (økonomi), Henryk Grossmann (økonomi), Karl August Wittfogel (økonomisk historie), Franz Borkenau (historie), Otto Kirchheimer (retssociologi) og Franz Neumann (retssociologi).
Vigtigst blandt skolens senere repræsentanter fra 1960'erne til i dag er Jürgen Habermas (filosofi, videnskabsteori, sociologi), Alfred Schmidt (filosofi, sociologi), Oskar Negt (filosofi og politisk teori) og Axel Honneth (etik, sociologi). Sidstnævnte anses for at være Habermas' efterfølger og grundlægger af senmoderne kritisk teori, ligesom han har overtaget dennes position på Institut für Sozialforschung i Frankfurt.